# Technomyrmex quadricolor
Technomyrmex quadricolor é uma espécie de formiga do gênero Technomyrmex.